# Sally Potter
Sally Potter, OBE (ur. 19 września 1949 w Londynie) – brytyjska reżyserka i scenarzystka filmowa, również kompozytorka i wokalistka.

## Życiorys
Jej najgłośniejszym filmem był melodramat Orlando (1992) z Tildą Swinton w roli głównej. Była to adaptacja powieści Virginii Woolf, w której główna postać przekracza granice płciowości. Film otrzymał trzy nagrody na 49. MFF w Wenecji.
Kolejne filmy Potter miały swoje premiery na czołowych europejskich festiwalach filmowych. Człowiek, który płakał (2000) startował w konkursie głównym na 57. MFF w Wenecji, a Krzyk mody (2009) i Party (2017) zaprezentowano na 59. i 67. MFF w Berlinie.
Jako wokalistka współpracowała m.in. z Lindsay Cooper oraz zespołem Feminist Improvising Group.

## Filmografia

### Reżyser
- 1979: Thriller
- 1983: The Gold Diggers
- 1992: Orlando
- 1997: Lekcja tanga (The Tango Lesson)
- 2000: Człowiek, który płakał (The Man Who Cried)
- 2004: Tak (Yes)
- 2009: Krzyk mody (Rage)
- 2012: Ginger i Rosa (Ginger & Rosa)
- 2017: Party (The Party)